# Potterhanworth
Potterhanworth lub Potter Hanworth – wieś w Anglii, w hrabstwie Lincolnshire, w dystrykcie North Kesteven. Leży 10 km na południowy wschód od Lincoln i 188 km na północ od Londynu.
W 2011 roku civil parish liczyła 839 mieszkańców. Potter Hanworth jest wspomniana w Domesday Book (1086) jako Haneworde.